# Picoides
Picoides es un género de aves piciformes perteneciente a la familia Picidae (pájaros carpintero). Sus miembros se distribuyen por el Holártico. El plumaje de las especies que componen este género es predominantemente negro y blanco. Los machos poseen una mancha amarilla en el píleo. La alimentación es fundamentalmente insectívora.

## Especies
Actualmente el género contiene tres especies:
- Picoides tridactylus - pico tridáctilo euroasiático;
- Picoides dorsalis - pico tridáctilo americano;
- Picoides arcticus - pico ártico.